# Мёллер, Эрик
Э́рик Мёллер (нем. Erik Möller; род. 1979, ФРГ) — немецкий журналист и программист. Автор книги «Тайная медиареволюция». Администратор сайта Infoanarchy.org, посвящённого P2P и обмену информацией. Бывший заместитель директора «Фонда Викимедиа» с декабря 2007 года по апрель 2015 года, до 17 декабря 2007 — член совета попечителей. Активный редактор Википедии с 2001 года по 2016 под ником Eloquence. С 1999 по 2003 года учился в институте HTW Berlin  по специальности «Информатика». Проживает в Берлине.